# Port lotniczy Most
Port lotniczy Most (cz.: Letiště Most, kod ICAO: LKMO) – port lotniczy położony w czeskim Moście.